# EA-3167
L'EA-3167 est un anticholinergique hallucinogène puissant à effet durable apparenté au benzilate de 3-quinuclidinyle (QNB), une arme chimique. Il a été développé sous contrat à l'Edgewood Arsenal dans les années 1960 dans le cadre du programme d'armement chimique de l'armée des États-Unis afin de développer des agents incapacitants. Il présente des effets identiques à ceux du QNB, mais plus puissants et plus durables, avec une dose effective par injection d'à peine 2,5 μg/kg et une durée de 120  à   240 h,. En revanche, l'EA-3167 n'a jamais été militarisé ni produit en masse, contrairement au QNB.